# Neil Bourguiba
Neil Bourguiba es un actor sueco. Su madre es sueca y de Túnez y su padre también lo es. 

## Biografía
Es el bisnieto del político tunecino Habib Bourguiba. 

## Carrera
Bourguiba es conocido por interpretar a Wilhelm Beck en la serie Beck.

## Filmografía
- Beck - Hämndens pris (2001)
- Beck - Annonsmannen (2002)
- Beck - Advokaten (2006)
- Beck - Gamen (2007)
- Beck - Den svaga länken (2007)
- Beck - Det tysta skriket (2007)
- Beck - I Guds namn (2007)